# Elezioni politiche in Italia del 1968
Le elezioni politiche in Italia del 1968 per il rinnovo dei due rami del Parlamento Italiano – la Camera dei deputati e il Senato della Repubblica – si tennero domenica 19 e lunedì 20 maggio 1968, nel pieno della contestazione politica.
Le elezioni videro l'affermarsi della Democrazia Cristiana, in lieve crescita, e dell'alleanza del centro-sinistra che mantenne la maggioranza seppur ridimensionandosi. L'esperimento di fusione tra Partito Socialista Italiano e Partito Socialista Democratico Italiano, non ottenne il successo desiderato, al contrario dei dissidenti socialisti coagulatisi nel Partito Socialista Italiano di Unità Proletaria che, alleandosi con il Partito Comunista Italiano, rinvigorirono l'opposizione di sinistra. Per quanto riguarda quella di destra, vi fu invece un calo di consensi, sia per la componente liberale, che ottenne comunque buoni risultati, sia per quella missina. Con queste elezioni continuò il declino dei monarchici, che per l'ultima volta si presentarono alle elezioni politiche, mentre si arrestò la stagnazione dei repubblicani che tornarono a crescere.

## Sistema di voto

Manifesti elettorali in piazza del Duomo a Milano.

Le elezioni politiche del 1968 si tennero con il sistema di voto introdotto con il decreto legislativo luogotenenziale n. 74 del 10 marzo 1946, dopo essere stato approvato dalla Consulta Nazionale il 23 febbraio 1946. Concepito per gestire le elezioni dell'Assemblea Costituente previste per il successivo 2 giugno, il sistema fu poi recepito come normativa elettorale per la Camera dei deputati con la legge n. 6 del 20 gennaio 1948. Per quanto riguarda il Senato della Repubblica, i criteri di elezione vennero stabiliti con la legge n. 29 del 6 febbraio 1948 la quale, rispetto a quella per la Camera, conteneva alcuni piccoli correttivi in senso maggioritario, pur mantenendosi anch'essa in un quadro largamente proporzionale.
Secondo la suddetta legge del 1946, i partiti presentavano in ogni circoscrizione una lista di candidati. L'assegnazione di seggi alle liste circoscrizionali avveniva con un sistema proporzionale utilizzando il metodo dei divisori con quoziente Imperiali; determinato il numero di seggi guadagnati da ciascuna lista, venivano proclamati eletti i candidati che, all'interno della stessa, avessero ottenuto il maggior numero di preferenze da parte degli elettori, i quali potevano esprimere il loro gradimento per un massimo di quattro candidati.
I seggi e i voti residuati a questa prima fase venivano raggruppati poi nel collegio unico nazionale, all'interno del quale gli scranni venivano assegnati sempre col metodo dei divisori, ma utilizzando ora il quoziente Hare naturale ed esaurendo il calcolo tramite il metodo dei più alti resti.
Differentemente dalla Camera, la legge elettorale del Senato si articolava su base regionale, seguendo il dettato costituzionale (art. 57). Ogni Regione era suddivisa in molti collegi uninominali. All'interno di ciascun collegio, veniva eletto il candidato che avesse raggiunto il quorum del 65% delle preferenze: tale soglia, oggettivamente di difficilissimo conseguimento, tradiva l'impianto proporzionale su cui era concepito anche il sistema elettorale della Camera Alta. Qualora, come normalmente avveniva, nessun candidato avesse conseguito l'elezione, i voti di tutti i candidati venivano raggruppati in liste di partito a livello regionale, dove i seggi venivano allocati utilizzando il metodo D'Hondt delle maggiori medie statistiche e quindi, all'interno di ciascuna lista, venivano dichiarati eletti i candidati con le migliori percentuali di preferenza.

### Circoscrizioni
Il territorio nazionale italiano venne suddiviso alla Camera dei deputati in 32 circoscrizioni plurinominali e al Senato della Repubblica in 20 circoscrizioni plurinominali, corrispondenti alle regioni italiane.

#### Circoscrizioni della Camera dei deputati

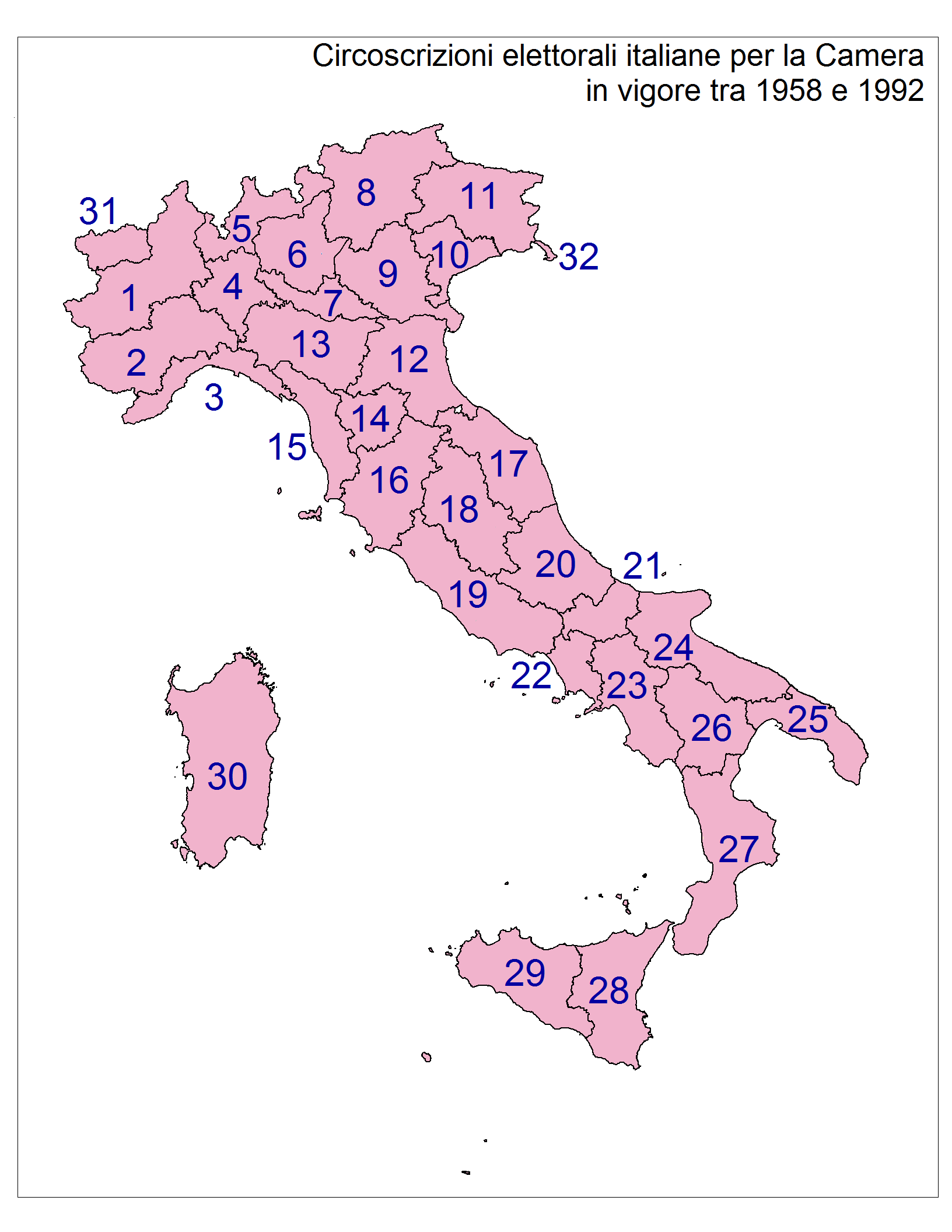
Le circoscrizioni per la Camera dei deputati.

Le circoscrizioni della Camera dei deputati furono le seguenti:
1. Torino (Torino, Novara, Vercelli);
2. Cuneo (Cuneo, Alessandria, Asti);
3. Genova (Genova, Imperia, La Spezia, Savona);
4. Milano (Milano, Pavia);
5. Como (Como, Sondrio, Varese);
6. Brescia (Brescia, Bergamo);
7. Mantova (Mantova, Cremona);
8. Trento (Trento, Bolzano);
9. Verona (Verona, Padova, Vicenza, Rovigo);
10. Venezia (Venezia, Treviso);
11. Udine (Udine, Belluno, Gorizia);
12. Bologna (Bologna, Ferrara, Ravenna, Forlì);
13. Parma (Parma, Modena, Piacenza, Reggio Emilia);
14. Firenze (Firenze, Pistoia);
15. Pisa (Pisa, Livorno, Lucca, Massa e Carrara);
16. Siena (Siena, Arezzo, Grosseto);
17. Ancona (Ancona, Pesaro, Macerata, Ascoli Piceno);
18. Perugia (Perugia, Terni, Rieti);
19. Roma (Roma, Viterbo, Latina, Frosinone);
20. L'Aquila (Aquila, Pescara, Chieti, Teramo);
21. Campobasso (Campobasso, Isernia);
22. Napoli (Napoli, Caserta);
23. Benevento (Benevento, Avellino, Salerno);
24. Bari (Bari, Foggia);
25. Lecce (Lecce, Brindisi, Taranto);
26. Potenza (Potenza, Matera);
27. Catanzaro (Catanzaro, Cosenza, Reggio Calabria);
28. Catania (Catania, Messina, Siracusa, Ragusa, Enna);
29. Palermo (Palermo, Trapani, Agrigento, Caltanissetta);
30. Cagliari (Cagliari, Sassari, Nuoro, Oristano);
31. Valle d'Aosta (Aosta);
32. Trieste (Trieste).

#### Circoscrizioni del Senato della Repubblica

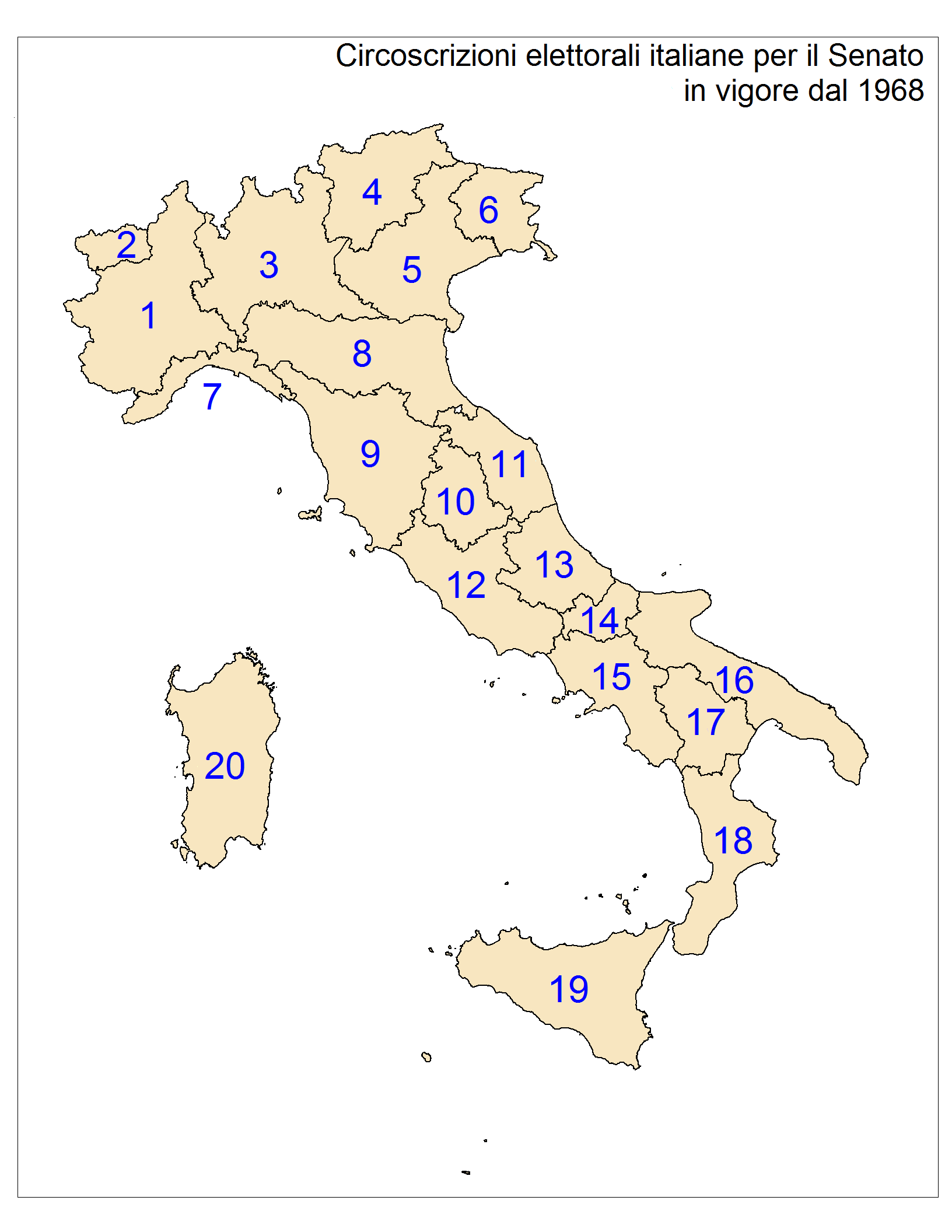
Le circoscrizioni per il Senato della Repubblica.

Le circoscrizioni del Senato della Repubblica invece erano le seguenti:
1. Piemonte;
2. Valle D'Aosta;
3. Lombardia;
4. Trentino-Alto Adige;
5. Veneto;
6. Friuli-Venezia Giulia;
7. Liguria;
8. Emilia-Romagna;
9. Toscana;
10. Umbria;
11. Marche;
12. Lazio;
13. Abruzzo;
14. Molise;
15. Campania;
16. Puglia;
17. Basilicata;
18. Calabria;
19. Sicilia;
20. Sardegna.

## Quadro politico

### Il fallimento del centrosinistra e la contestazione
La IV legislatura aveva visto l'alternarsi di tre governi presieduti da Aldo Moro e sostenuti dal quadripartito DC-PSI-PSDI-PRI. L'alleanza, che era nata da spinte riformiste con l'intenzione di sfruttare il boom economico ormai esauritosi per realizzare un welfare efficiente in favore dei ceti sociali più bassi, mancò il suo obiettivo e si ridusse in una coalizione litigiosa e incapace di portare al Paese quel cambiamento tanto sperato.
In questo clima di sfiducia sorsero nel 1966 le prime contestazioni studentesche che si estesero a tutto il mondo universitario tra il 1967 e il 1968. L'Università necessitava di una ventata rinnovatrice, poiché l'insegnamento era in mano ai «baroni», i docenti dei corsi importanti si rivolgevano a una calca di allievi che a stento ne percepivano la voce, era sottovalutata o ignorata l'esigenza di laboratori e seminari che preparassero gli studenti all'attività professionale, e molti professori erano «ferroviari» (comparivano solo per le lezioni e con i ragazzi non avevano nessun rapporto umano). Per la soluzione di questi problemi gli studenti si sarebbero dovuti battere e il governo avrebbe dovuto provvedere. Invece i governi che si alternarono scelsero la strada più facile e meno utile: quella del «facilismo». Le Università aprivano i battenti, per l'iscrizione, a tutti i diplomati delle scuole medie superiori, e un'esigua ma ben organizzata minoranza degli studenti che promuoveva la contestazione, non aveva a cuore né l'Università né le riforme efficienti (come la legge 2314, proposta dal Ministro Luigi Gui e respinta dai contestatori), bensì la demagogia e l'opportunismo, ispirandosi al «gran rifiuto» di Herbert Marcuse.
Nel 1967 furono occupate, sgomberate e rioccupate la Sapienza di Pisa (dove si elaboravano le «tesi» che qualche intellettuale ha esaltato come l'abbozzo di un nuovo mondo universitario, e altro non erano che cascami di marxismo e di maoismo), Palazzo Campana a Torino, la Cattolica di Milano, e poi Architettura a Milano, Roma, Napoli. Nella facoltà di Sociologia di Trento praticamente non si riuscì a tenere nessun corso, perché i suoi locali erano permanentemente occupati.
Nessuna forza politica poteva dirsi rappresentante di questo movimento studentesco ma diverse tentarono di appropriarsene. Il PCI era il più vicino alle cause della protesta, ma questa posizione fu rincorsa anche dall'ala più a sinistra del PSI riunitasi nel Partito Socialista Italiano di Unità Proletaria che, credendo nell'unità della classe operaia, rifiutò l'alleanza con la DC e strinse solidi rapporti con i comunisti, formando liste uniche al Senato. Il PSI, persa la corrente di sinistra, intreccò relazioni con i socialdemocratici, colleghi di governo, fino alla decisione di creare una lista unica, il PSI-PSDI Unificati, che raccogliesse tutti i socialisti moderati.

### Principali forze politiche
| Partito | Partito                                                  | Collocazione    | Ideologia principale      | Segretario        | Foto |
| ------- | -------------------------------------------------------- | --------------- | ------------------------- | ----------------- | ---- |
|         | Democrazia Cristiana (DC)                                | Centro          | Cristianesimo democratico | Mariano Rumor     |      |
|         | Partito Comunista Italiano (PCI)                         | Sinistra        | Comunismo                 | Luigi Longo       |      |
|         | PSI-PSDI Unificati (PSI-PSDI)                            | Centro-sinistra | Socialdemocrazia          | Mauro Ferri       |      |
|         | Partito Liberale Italiano (PLI)                          | Centro-destra   | Liberalismo               | Giovanni Malagodi |      |
|         | Partito Socialista Italiano di Unità Proletaria (PSIUP)  | Sinistra        | Socialismo massimalista   | Tullio Vecchietti |      |
|         | Movimento Sociale Italiano (MSI)                         | Estrema destra  | Neofascismo               | Arturo Michelini  |      |
|         | Partito Repubblicano Italiano (PRI)                      | Centro          | Repubblicanesimo          | Ugo La Malfa      |      |
|         | Partito Democratico Italiano di Unità Monarchica (PDIUM) | Destra          | Monarchismo               | Alfredo Covelli   |      |

## Risultati

### Camera dei deputati

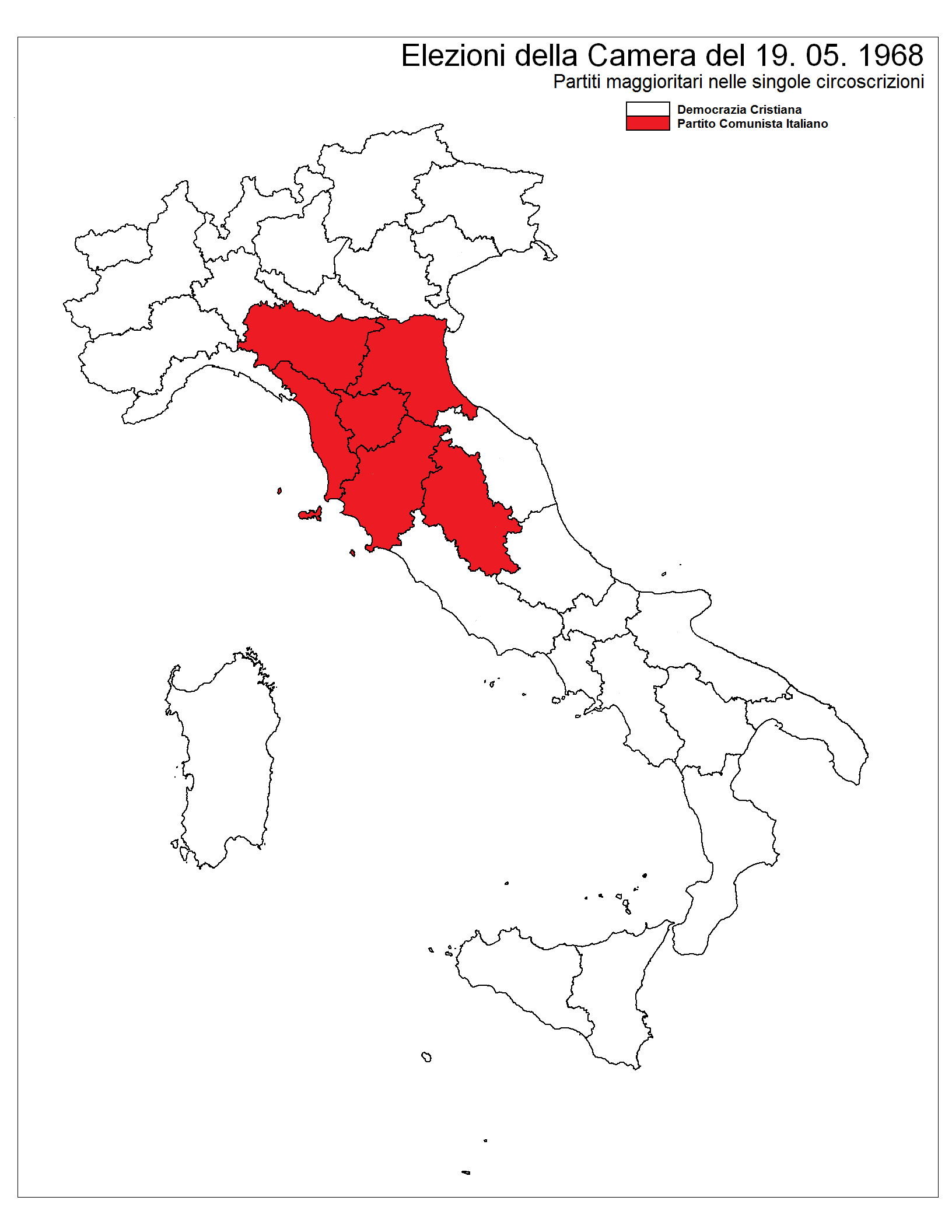
Partiti maggioritari nelle singole circoscrizioni elettorali.

|                                                                  |                                                          |            |        |       |                |         |
| Partito                                                          | Partito                                                  | Voti       | %      | Seggi | Differenza (%) | /       |
|                                                                  | Democrazia Cristiana (DC)                                | 12.437.848 | 39,12  | 266   | 0,83           | 6       |
|                                                                  | Partito Comunista Italiano (PCI)                         | 8.551.347  | 26,90  | 177   | 1,64           | 11      |
|                                                                  | PSI-PSDI Unificati (PSI-PSDI)                            | 4.603.192  | 14,48  | 91    | 5,46           | 29      |
|                                                                  | Partito Liberale Italiano (PLI)                          | 1.850.650  | 5,82   | 31    | 1,15           | 8       |
|                                                                  | Partito Socialista Italiano di Unità Proletaria (PSIUP)  | 1.414.697  | 4,45   | 23    | -              | 23      |
|                                                                  | Movimento Sociale Italiano (MSI)                         | 1.414.036  | 4,45   | 24    | 0,66           | 3       |
|                                                                  | Partito Repubblicano Italiano (PRI)                      | 626.533    | 1,97   | 9     | 0,60           | 3       |
|                                                                  | Partito Democratico Italiano di Unità Monarchica (PDIUM) | 414.507    | 1,30   | 6     | 0,45           | 2       |
|                                                                  | Partito Popolare Sudtirolese (SVP)                       | 152.991    | 0,48   | 3     | 0,04           | Stabile |
|                                                                  | Socialdemocrazia                                         | 100.212    | 0,32   | 0     | -              | -       |
|                                                                  | Unione Democratica per la Nuova Repubblica               | 63.402     | 0,20   | 0     | -              | -       |
|                                                                  | Partito Autonomo Pensionati d'Italia                     | 41.716     | 0,13   | 0     | -              | -       |
|                                                                  | Union Valdôtaine (UV)                                    | 31.557     | 0,10   | 0     | Stabile        | 1       |
|                                                                  | Altre liste                                              | 87.740     | 0,28   | 0     | 0,09           | Stabile |
| Totale                                                           | Totale                                                   | 31.790.428 | 100,00 | 630   |                |         |
| Fonte: Archivio storico delle elezioni - Ministero dell'Interno. |                                                          |            |        |       |                |         |

### Senato della Repubblica

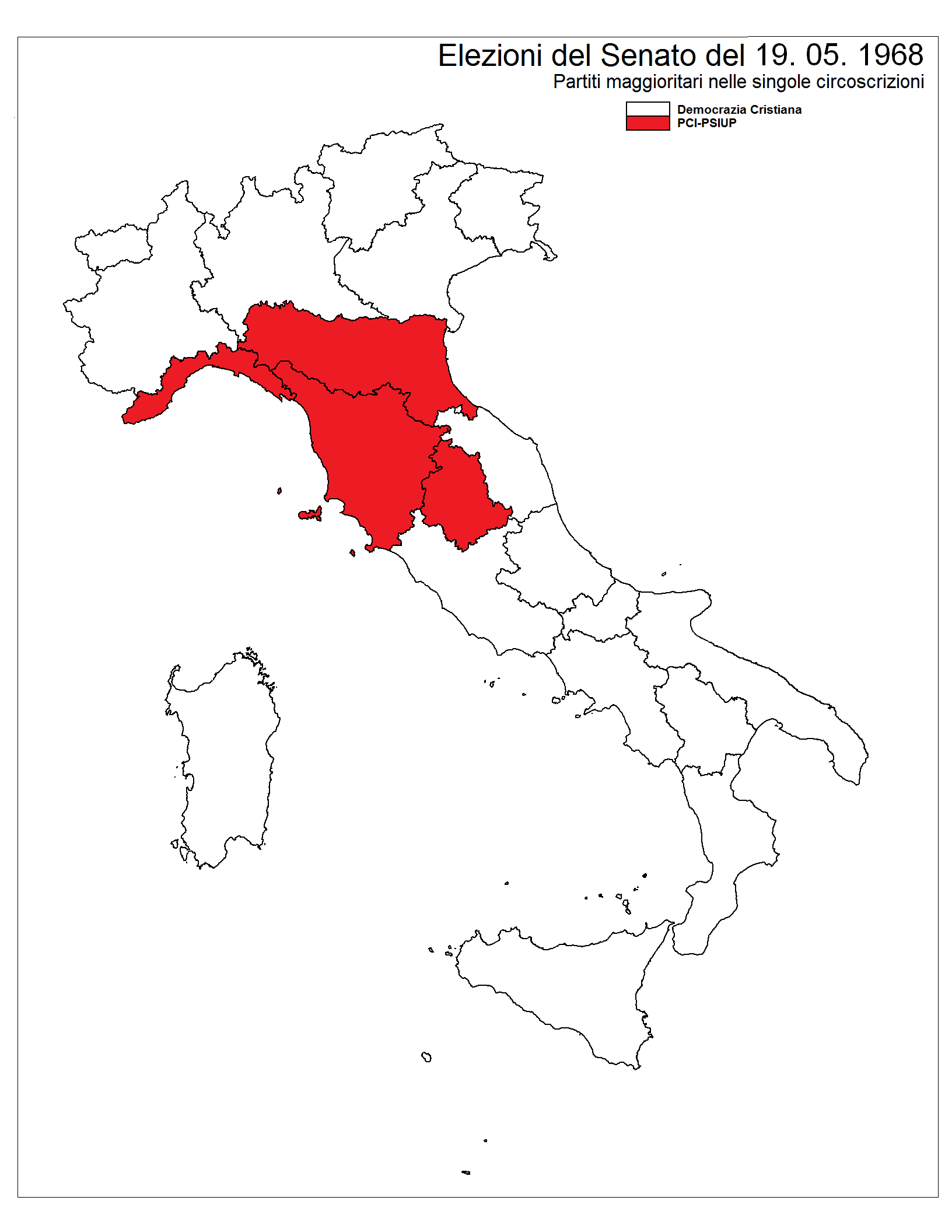
Partiti maggioritari nelle singole circoscrizioni elettorali.

|                                                                  |                                                          |            |        |       |                |         |
| Partito                                                          | Partito                                                  | Voti       | %      | Seggi | Differenza (%) | /       |
|                                                                  | Democrazia Cristiana (DC)                                | 10.972.114 | 38,34  | 135   | 3,47           | 3       |
|                                                                  | PCI-PSIUP                                                | 8.585.601  | 30,00  | 101   | 4,65           | 16      |
|                                                                  | PSI-PSDI Unificati (PSI-PSDI)                            | 4.354.906  | 15,22  | 46    | 5,14           | 12      |
|                                                                  | Partito Liberale Italiano (PLI)                          | 1.943.795  | 6,79   | 16    | 0,73           | 3       |
|                                                                  | Movimento Sociale Italiano (MSI)                         | 1.304.847  | 4,56   | 11    | 1,54           | 4       |
|                                                                  | Partito Repubblicano Italiano (PRI)                      | 622.388    | 2,17   | 2     | 1,33           | 1       |
|                                                                  | Partito Democratico Italiano di Unità Monarchica (PDIUM) | 312.702    | 1,09   | 2     | 0,47           | Stabile |
|                                                                  | MSI-PDIUM                                                | 292.349    | 1,02   | 0     | -              | -       |
|                                                                  | Partito Popolare Sudtirolese (SVP)                       | 131.071    | 0,46   | 2     | 0,05           | Stabile |
|                                                                  | Socialdemocrazia                                         | 36.073     | 0,13   | 0     | -              | -       |
|                                                                  | Union Valdôtaine (UV)                                    | 28.414     | 0,10   | 0     | 0,01           | 1       |
|                                                                  | Altre liste                                              | 31.716     | 0,11   | 0     | 0,05           | -       |
| Totale                                                           | Totale                                                   | 28.616.021 | 100,00 | 315   |                |         |
| Fonte: Archivio storico delle elezioni - Ministero dell'Interno. |                                                          |            |        |       |                |         |

## Analisi territoriale del voto

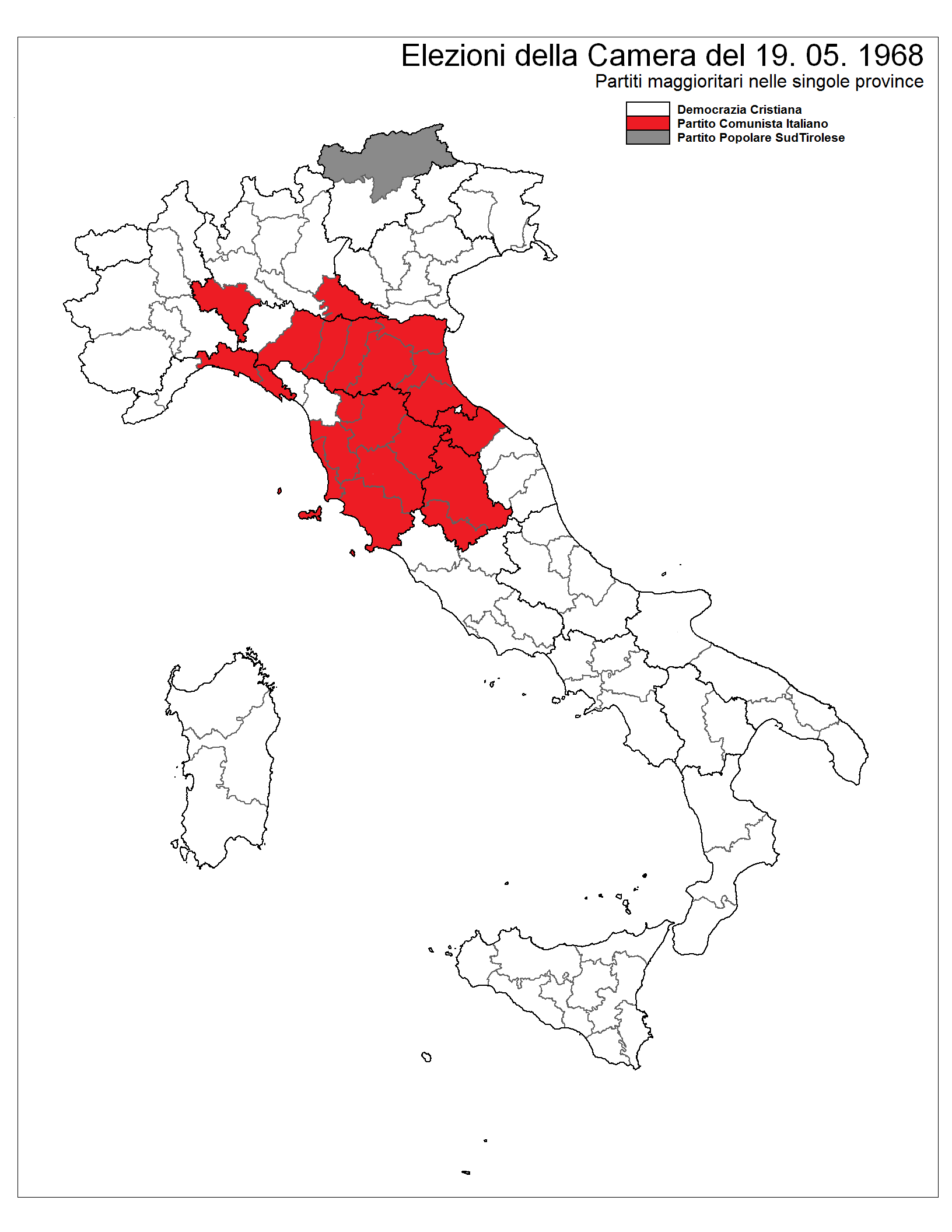
Partiti maggioritari nelle singole province per la Camera.

La Democrazia Cristiana ottiene un lieve aumento di consensi, trainata dai forti incrementi in Abruzzo, Sicilia e Basilicata che si aggiungono alle zone di forte consenso democristiano come Triveneto, Alta Lombardia, Cuneo e Campania. Cala invece in altre zone del Sud come Molise e Calabria. Nel Centro-Nord il partito è per lo più stabile con una timida crescita nel Nord-Ovest che però resta una delle zone in cui lo scudo crociato è meno apprezzato, insieme alle «Regioni Rosse» e alla Provincia di Roma.
Il Partito Comunista Italiano ottiene un buon aumento di consensi, frutto di una generale avanzata su tutto il territorio nazionale con l'esclusione delle regioni più meridionali, Basilicata, Calabria e Sicilia, dove i comunisti arretrano. In particolare, gli incrementi migliori si registrano nelle «Regioni Rosse» e nel Nord-Ovest, che, insieme alla Sicilia Meridionale, si confermano le zone più forti del PCI a cui si aggiunge in questa tornata anche la Provincia di Napoli, al contrario del resto della Campania dove i comunisti incontrano molte difficoltà. Le altre zone negative per il partito sono il Molise, l'Abruzzo meridionale, la Sicilia Settentrionale, la Provincia di Cuneo, l'Alta Lombardia e il Nord-Est anche se si nota una progressiva avanzata del voto comunista sulle coste e nel Polesine.
L'unificazione di Partito Socialista Italiano e Partito Socialista Democratico Italiano delude profondamente in questa tornata elettorale, specialmente al Centro-Nord dove spesso il PSI-PSDI Unificati raccoglie i consensi del solo PSI nel 1963 o addirittura non arriva nemmeno a questo risultato. Emblematico è il caso dell'Umbria dove perde il 3% dei consensi rispetto al PSI di cinque anni prima, mentre nelle province di Varese, Venezia e Massa, il PSU perde oltre il 10% dei consensi ottenuti separatamente da PSI e PSDI. Nonostante questo deludente risultato il Nord Italia resta la zona forte dei socialisti e dei socialdemocratici con risultati notevoli a Belluno, in Friuli-Venezia Giulia e nelle province attraversate dal Ticino e dal Po. I risultati al Centro Sud sono in generale più bassi di quelli del Nord ma presentano contrazioni meno accentuate e qualche sporadico aumento come nel Molise e in Calabria, in particolare in Provincia di Cosenza dove ottiene più del 20% dei voti crescendo del 6%, facendo entrare questa regione tra le più forti del voto socialista.
Il Partito Liberale Italiano perde consensi in modo generalizzato con l'esclusione del Nord-Est dove resta stabile. Cali particolarmente forti sono registrati in Abruzzo, Campania e Sicilia. Le zone forti dei liberali si confermano il Nord-Ovest, le province di Trieste, Roma, Benevento e Messina, mentre continua ad aver difficoltà nel resto del Centro-Sud.
Il Partito Socialista Italiano di Unità Proletaria ottiene ottimi risultati nel Centro-Nord e in Sicilia, con massimi dell'8% nelle province di Massa ed Enna, mentre nel resto del Sud Italia incontra maggiori difficoltà.
Il Movimento Sociale Italiano perde consensi quasi ovunque, con l'eccezione della Campania dove, in controtendenza, incrementa i propri voti. Al contrario, nel resto del Sud e nel Lazio i missini subiscono perdite considerevoli, non intaccando però la notevole forza del movimento in queste zone. Resta invece piuttosto debole nel Centro-Nord, dove oltretutto perde consensi, soprattutto in Provincia di Trieste in cui comunque ottiene ottimi risultati.
Il Partito Repubblicano Italiano inverte la tendenza che lo vedeva in una lunga fase di declino e stagnazione e segna una crescita generalizzata, con l'eccezione della Sardegna. Particolarmente rilevante è l'incremento ottenuto in Sicilia dove arriva a guadagnare fino al 5%. Questo permette all'isola, insieme a Campania e Calabria, di aggiungersi alle zone forti repubblicane, Romagna, Marche, Lazio e la costa Toscana. Resta invece piuttosto debole nel Nord e nelle altre regioni del Mezzogiorno.
Il Partito Democratico Italiano di Unità Monarchica perde consensi ovunque con cali particolarmente marcati in Abruzzo, Campania e Calabria. Ciononostante il Centro-Sud si conferma la principale, se non unica, zona d'influenza dei monarchici con risultati superiori al 6% in Campania.
Il distacco tra DC e PCI si riduce di poco meno di un punto percentuale ma a livello territoriale si assiste a due tendenze contrapposte, un rafforzamento della DC nel Meridione con la riconquista di Trapani e una forte diminuzione del distacco nel Lazio e nel Nord-Ovest, dove il PCI conquista le province di Genova, La Spezia e Mantova, accompagnata da un netto aumento del vantaggio comunista nelle «Regioni Rosse».

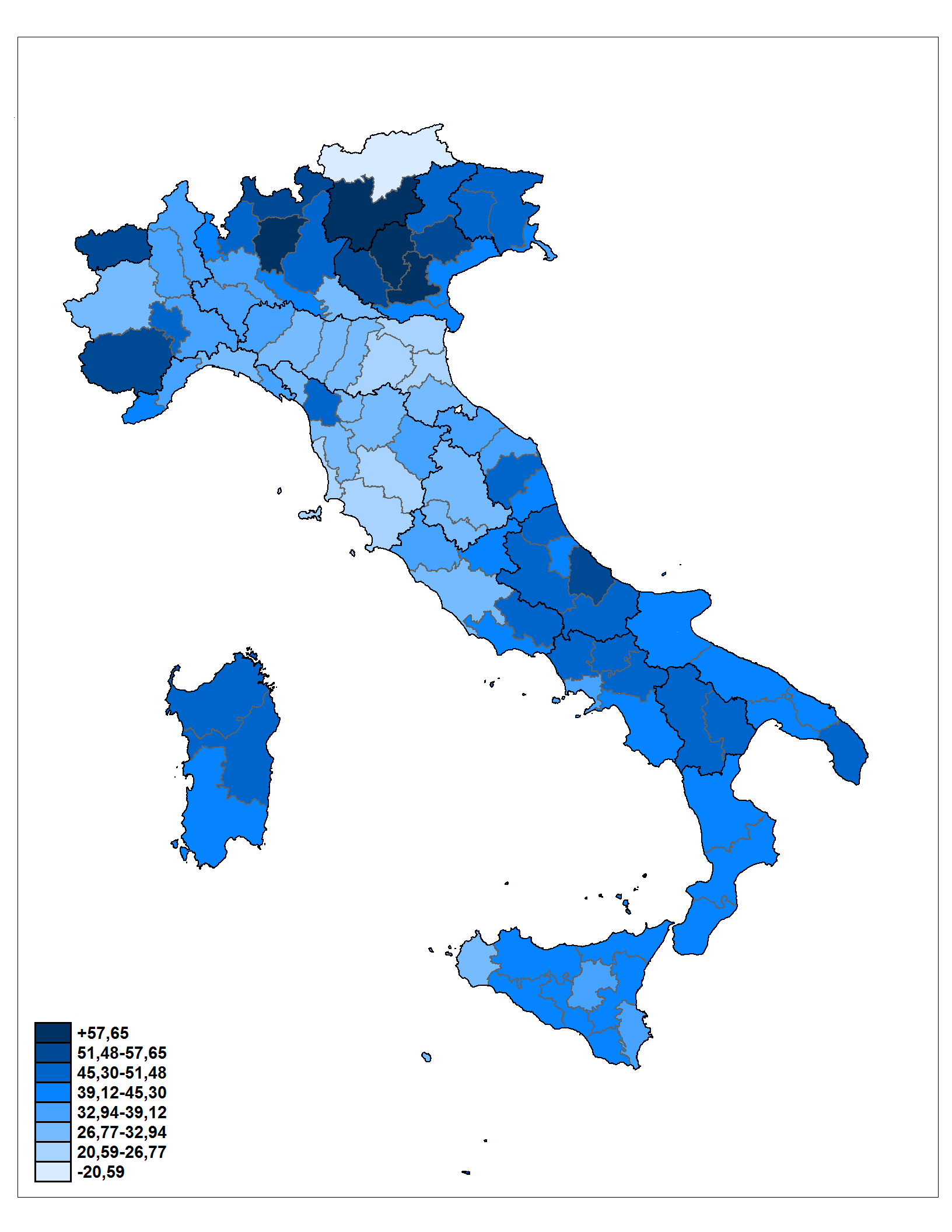
Democrazia Cristiana.
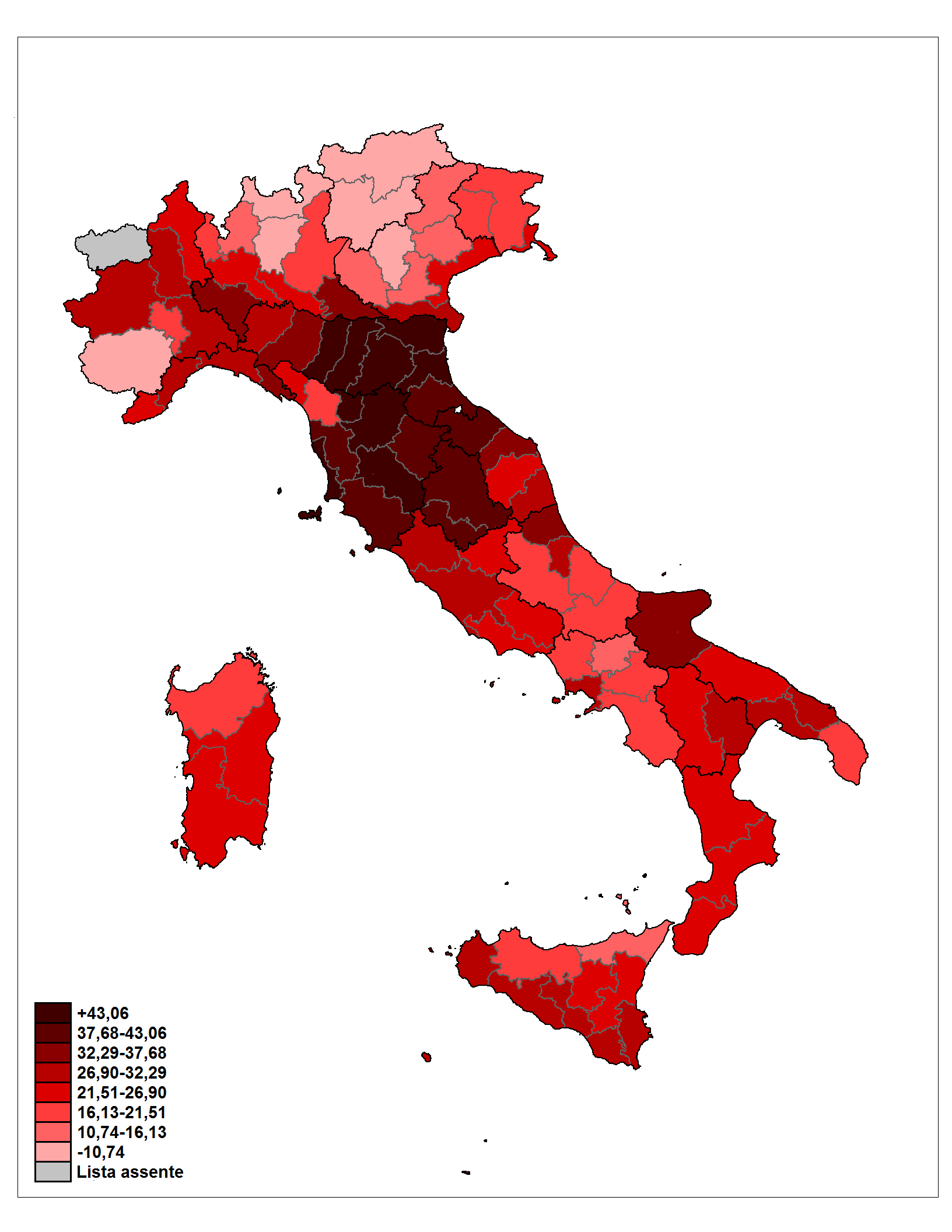
Partito Comunista Italiano.
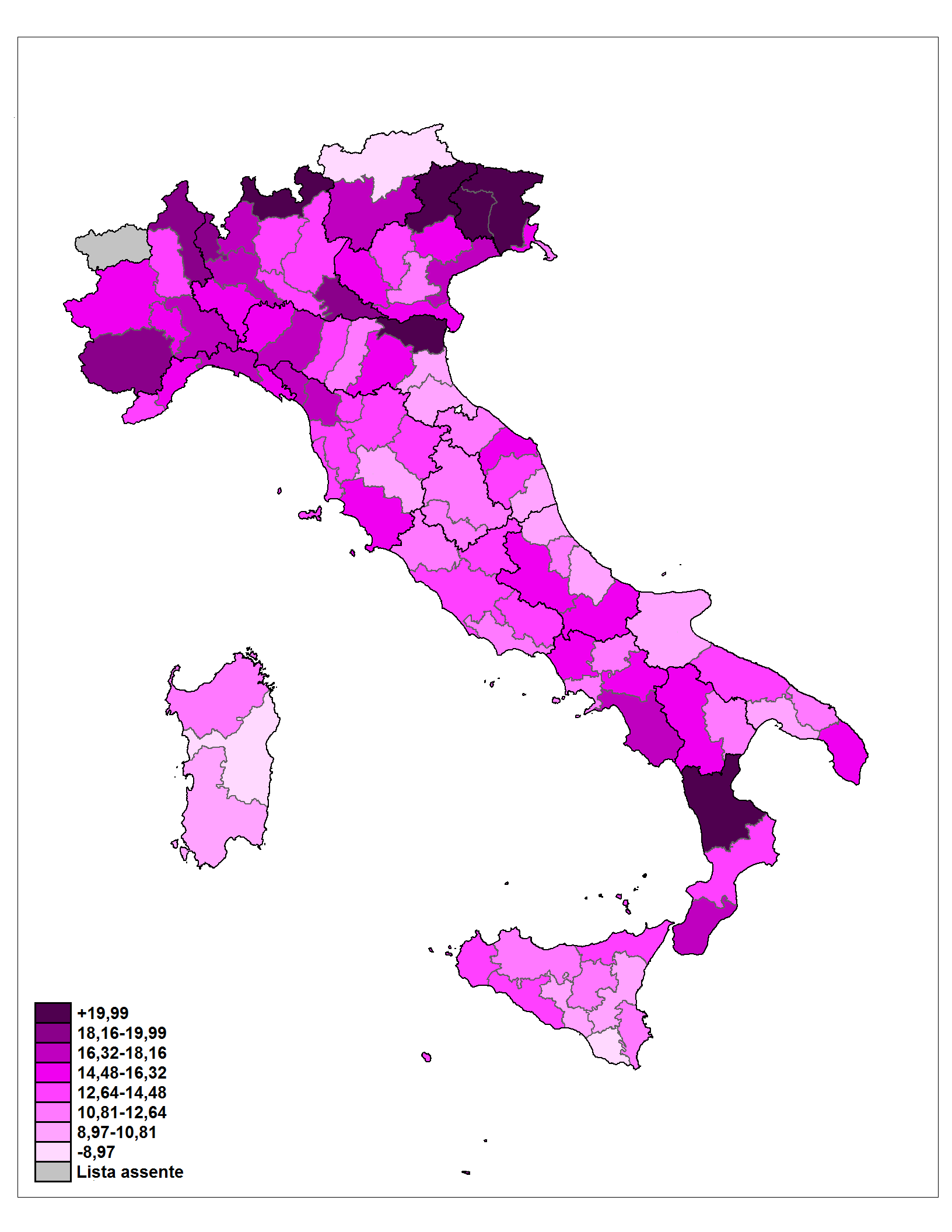
Partito Socialista Unificato.
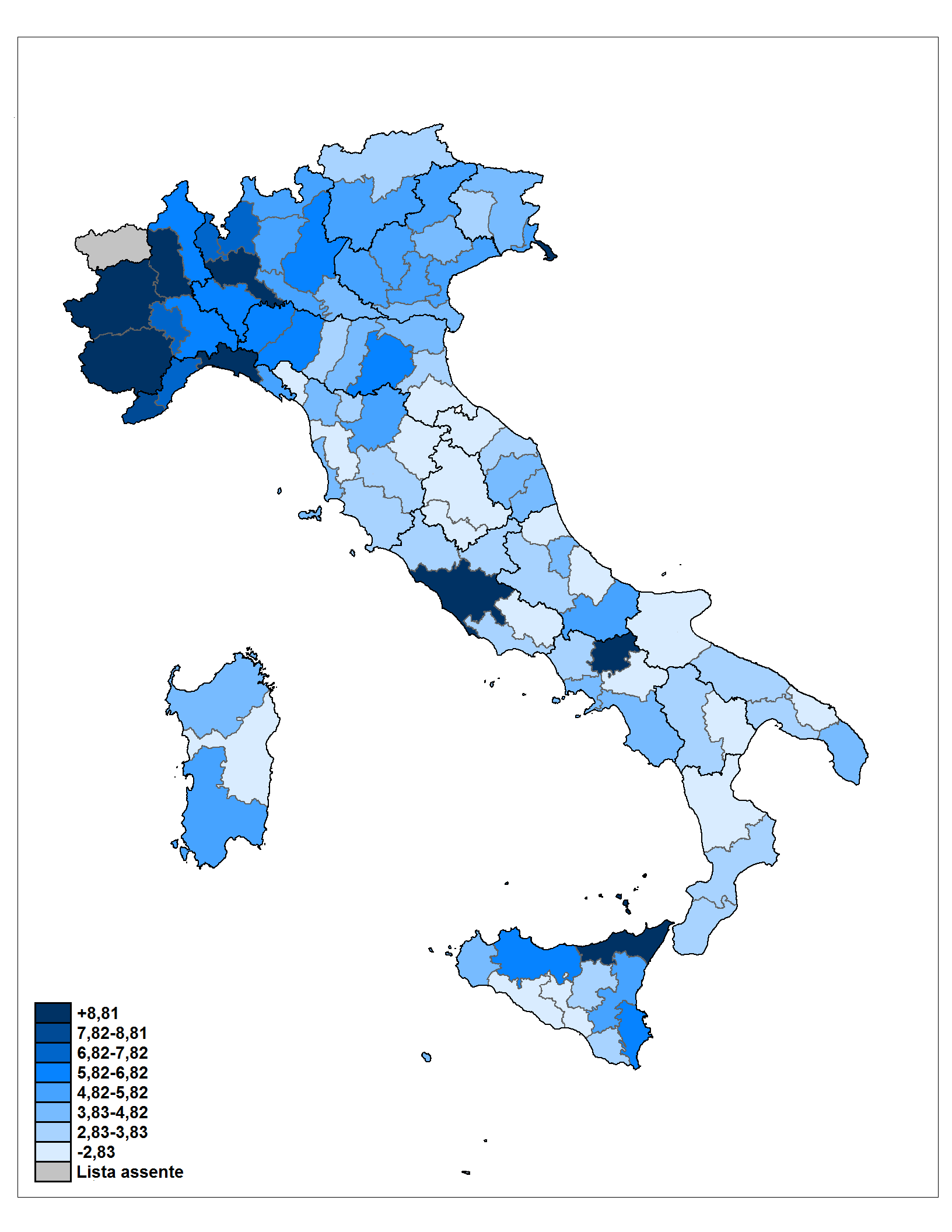
Partito Liberale Italiano.
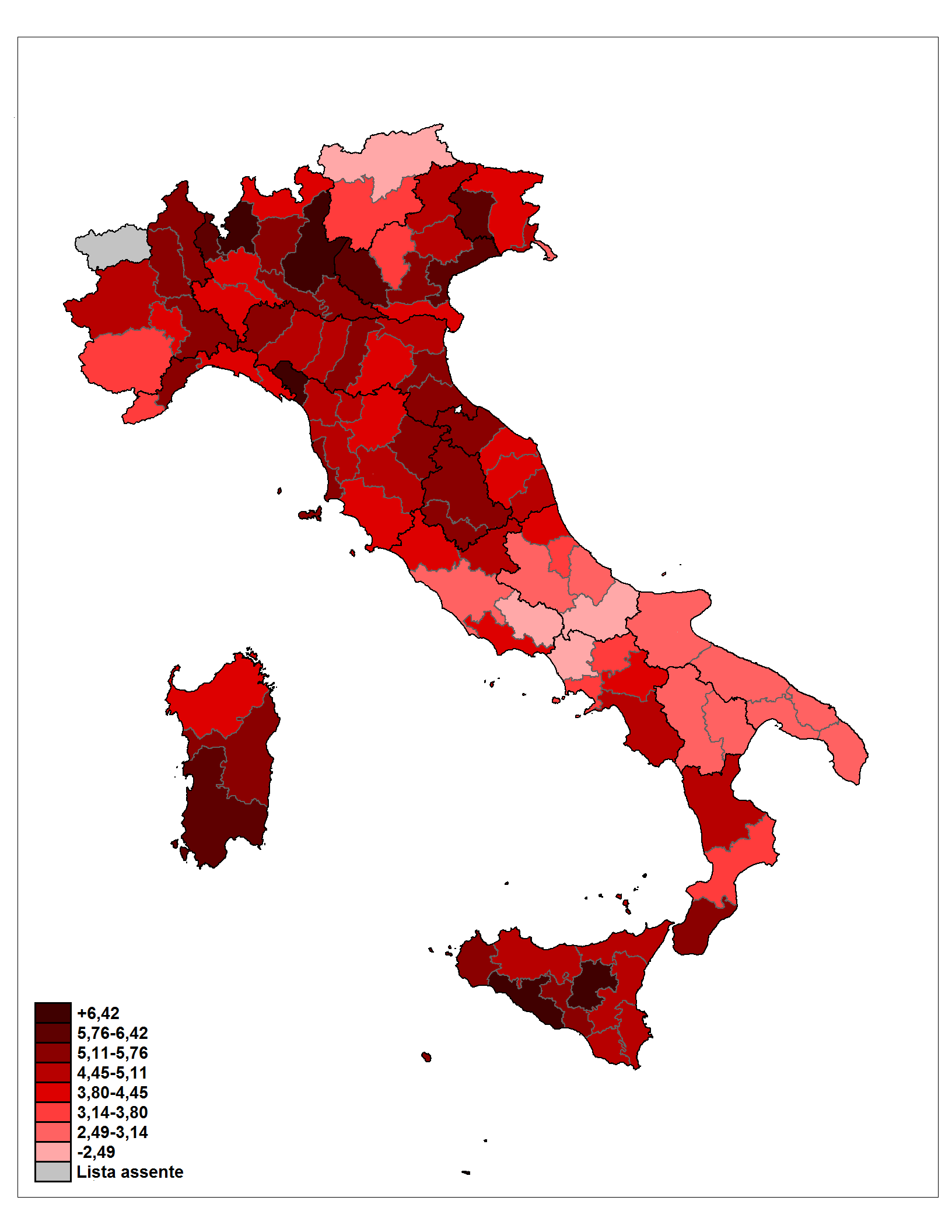
Partito Socialista Italiano di Unità Proletaria.
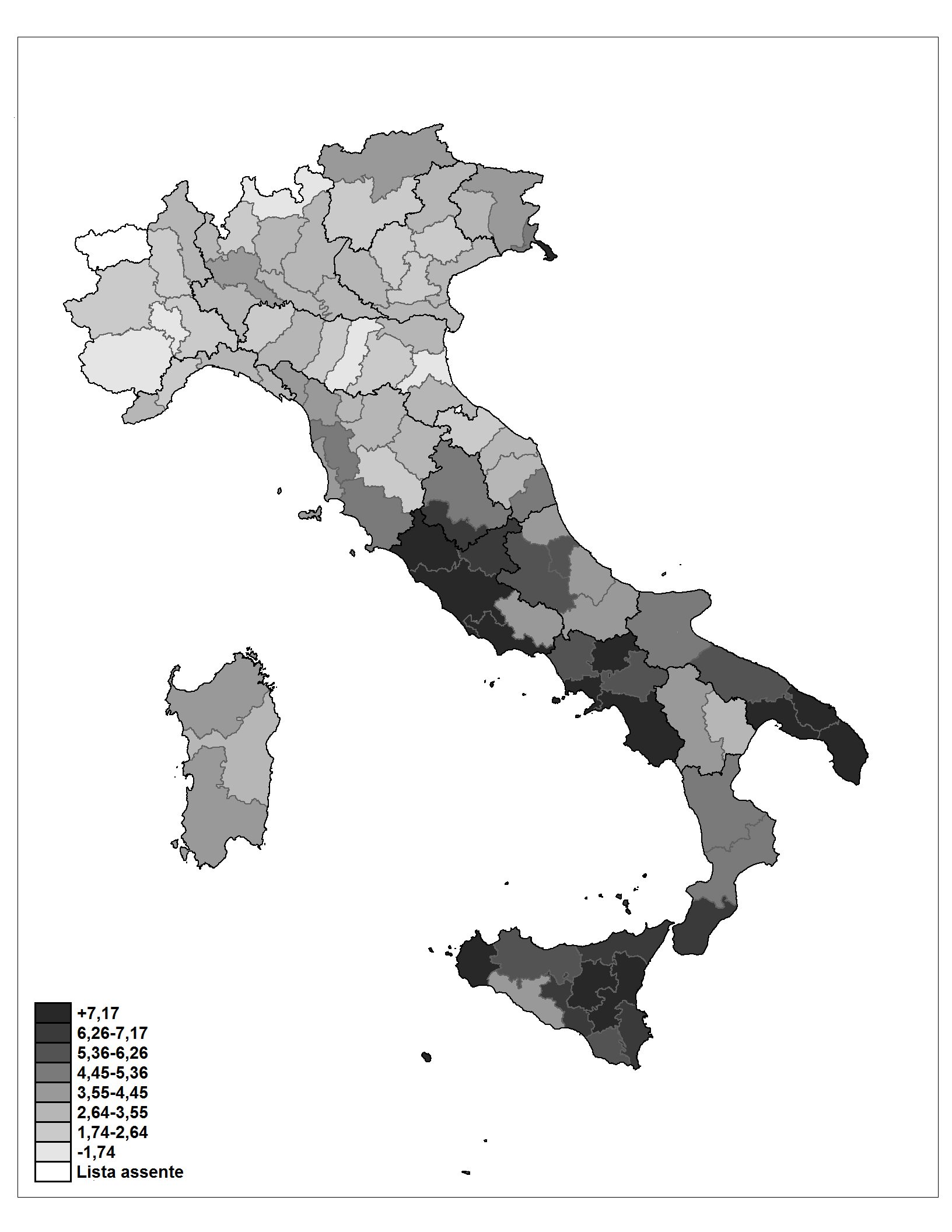
Movimento Sociale Italiano.
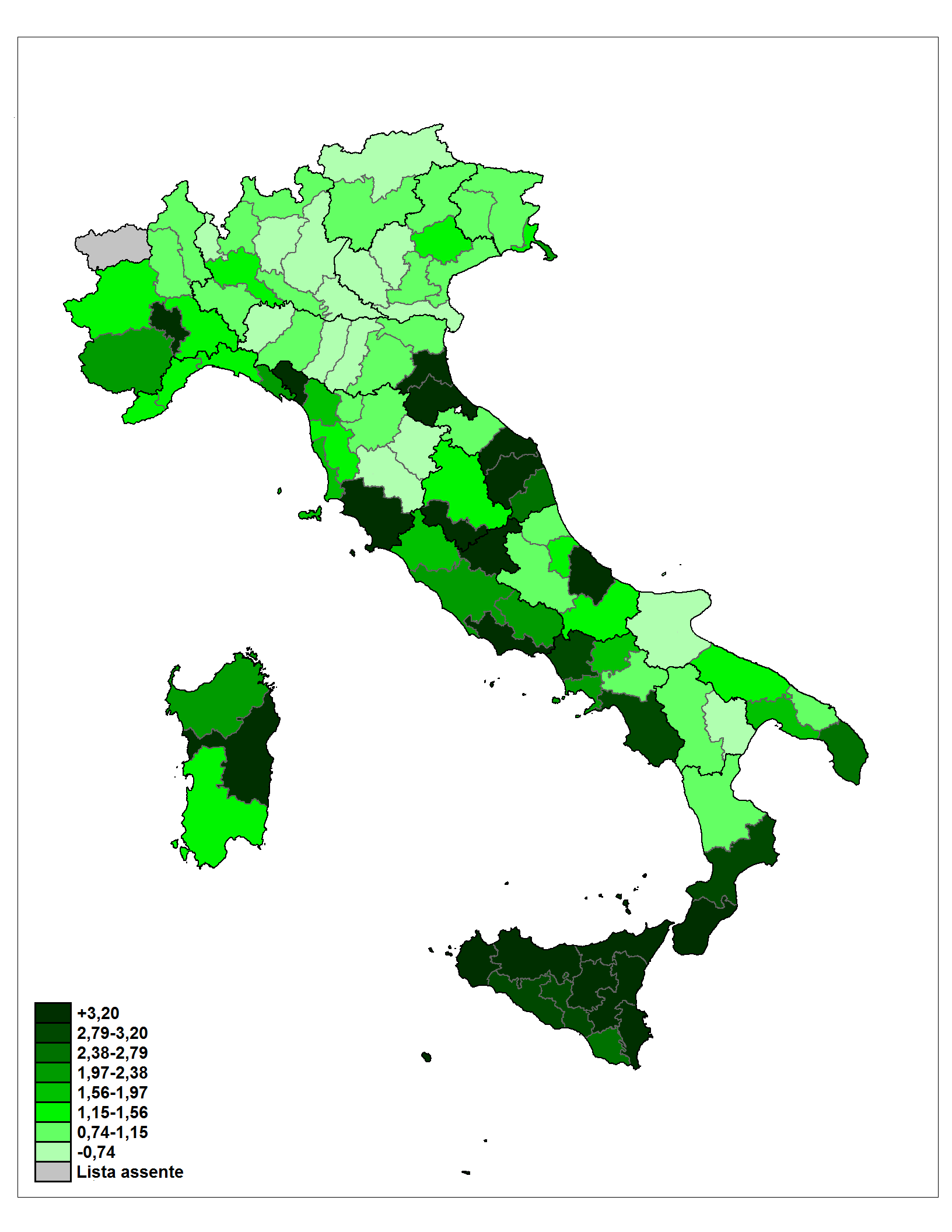
Partito Repubblicano Italiano.
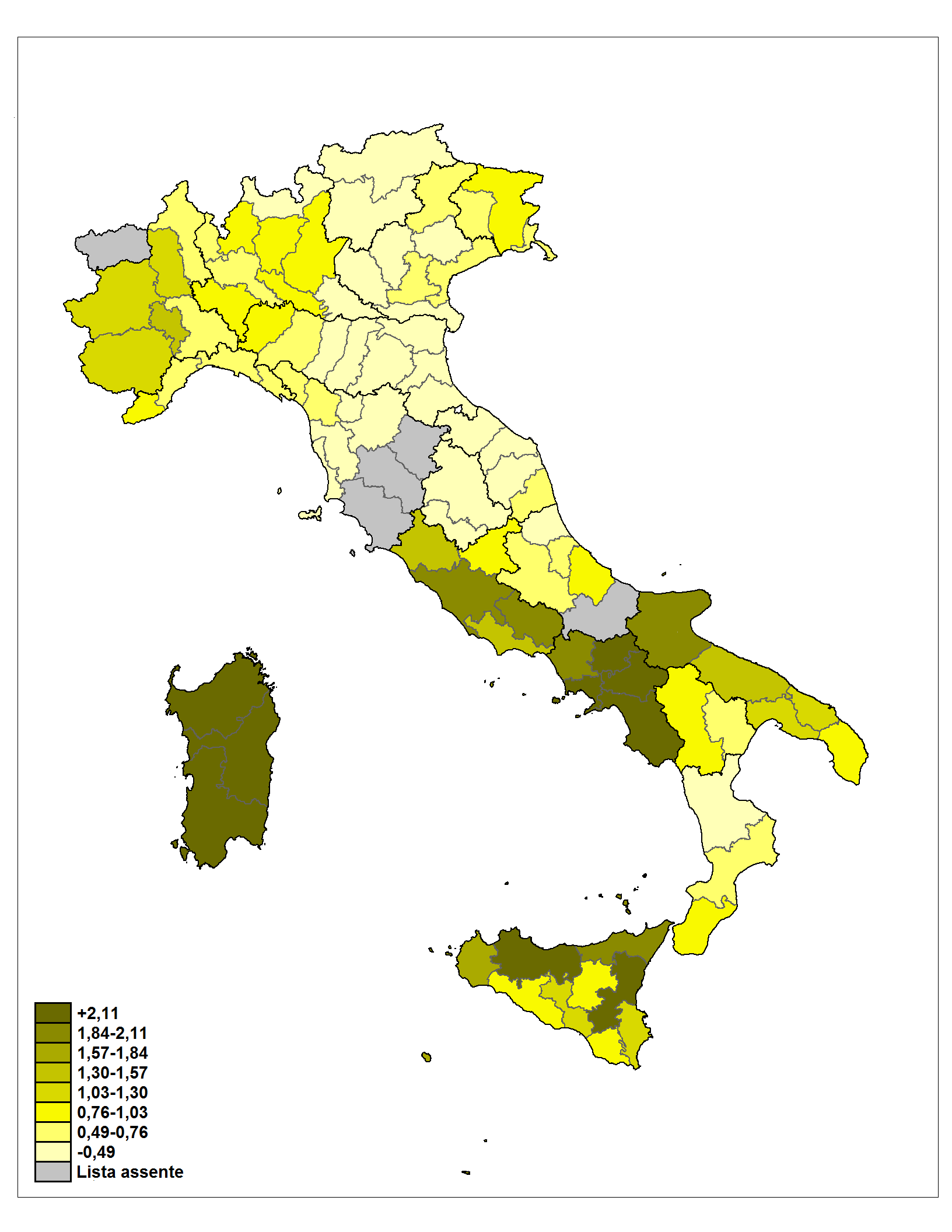
Partito Democratico Italiano di Unità Monarchica.
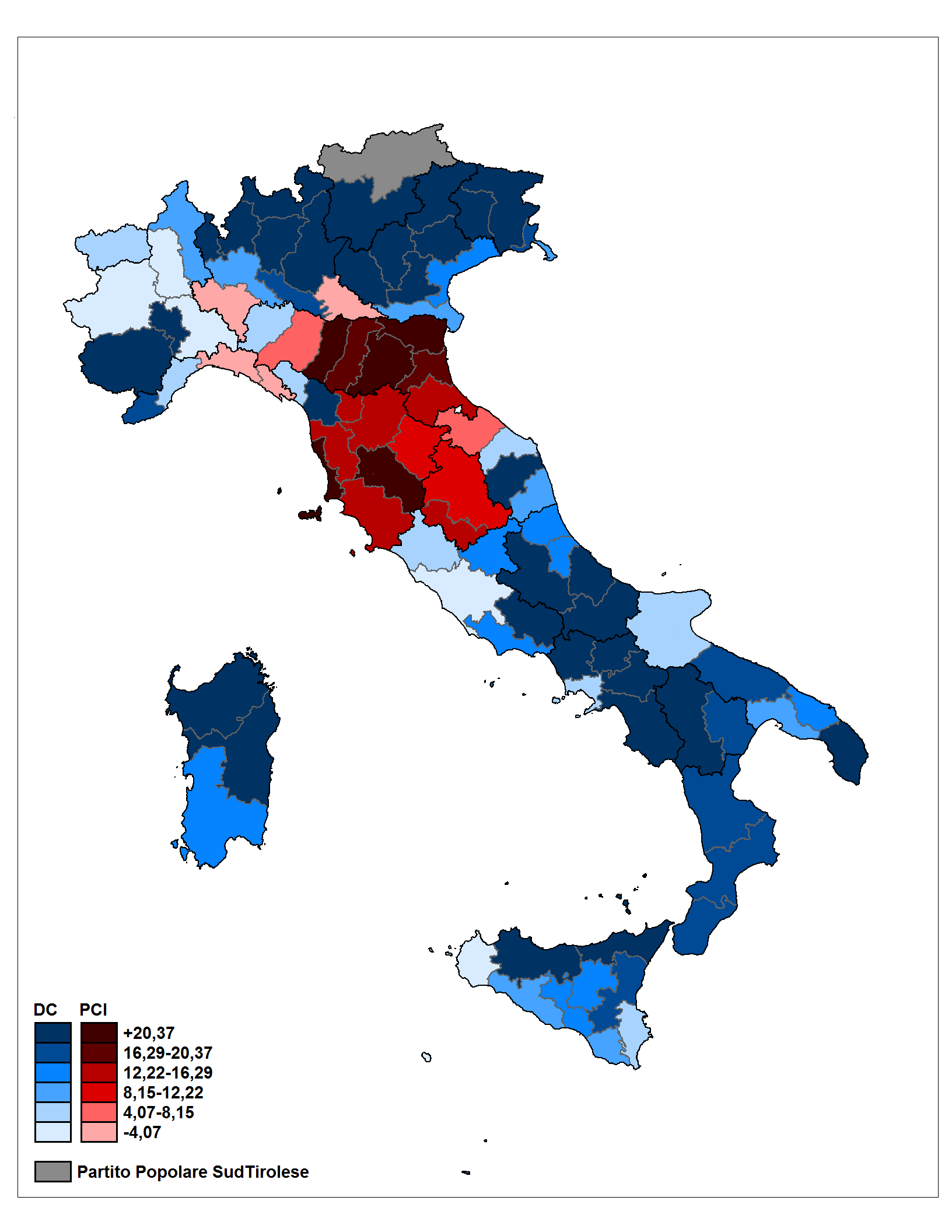
Distacco tra DC e PCI.

## Conseguenze del voto
Le elezioni consegnarono al centrosinistra una solida maggioranza, tuttavia le agitazioni interne al PSI condizionarono l'alleanza con la DC e la stabilità politica. Il deludente risultato del PSI-PSDI Unificati, ne decretò la pressoché immediata fine, con la ricostituzione del PSI e la nascita del Partito Socialista Unitario che riprese il nome di PSDI pochi anni dopo. Inoltre l'ottimo risultato del PSIUP intimorì il PSI che vide nel ritorno a sinistra la strategia migliore per far rientrare il voto massimalista. Dopo un'iniziale incertezza, che portò alla costituzione del breve governo Leone, i socialisti decisero comunque di proseguire nell'esperienza di governo guidato dal segretario democristiano Mariano Rumor. Con le agitazioni sindacali dell'autunno caldo nel 1969, l'azione di governo si rinvigorì portando alla realizzazione dello statuto dei lavoratori del 1970. Le elezioni regionali dello stesso anno furono negative sia per i democristiani che per i socialisti, scesi sotto il 10% dei voti, e determinarono la fine dei governi Rumor, decretando il ritorno ad una stagnazione politica.
Nel 1971, la DC si presentò divisa per il Quirinale tra Amintore Fanfani e Giovanni Leone, che a lungo era stato l'avversario di Giuseppe Saragat nella precedente elezione. Lo scontro si risolse dopo 23 scrutini: il 24 dicembre Leone fu eletto con 518 voti e le cifre di quest'ultima votazione furono passate al microscopio, in modo polemico, da socialisti e comunisti, sostenendo che furono determinanti i voti del MSI.